# Giovanni Battista Lombardi
Giovanni Battista Lombardi (Rezzato, 24 de noviembre de 1822-Brescia, 9 de marzo de 1880) fue un escultor italiano. Fue un artista muy conocido en la corriente del neoclasicismo y el naturalismo.

## Biografía
Hijo del matrimonio conformado por Cipriano Lombardi y Rosa Casari, en 1839 comenzó a frecuentar la Escuela de Ornato y Arquitectura de Rezzato. En 1845 se trasladó a Milán donde asistió a la Academia de Bellas Artes de Brera y al estudio del escultor Lorenzo Vela, hermano mayor de Vincenzo Vela. En 1852 Lombardi, por intervención de la condesa Marietta Mazzuchelli Longo, se trasladó definitivamente a Roma, donde continuó sus estudios en la Academia de San Lucas y junto al escultor Pietro Tenerani. En 1872 murió su esposa Emilia Filonardi, de 29 años, dejando a su hijo Adolfo, de seis años. En 1878 se traslada gravemente enfermo con su hijo Adolfo a Brescia. Falleció en su casa de Brescia el 9 de marzo de 1880.

## Obra parcial
- Cementerio Monumental de Brescia: Monumento Pitozzi Baggi, Monumento Mazzuchelli, Monumento a Giovan Battista Gigola y Monumento al giureconsulto Giambattista Barboglio.
- Brescia: Monumento alle Vittime delle X Giornate (1849).
- Cementerio comunal monumental Campo Verano: Monumento alla moglie Emilia Filonardi (1875).
- Galería Nacional de Melbourne: Figura di donna con Amore y una estatua de sulamita.
- Cartuja de Bolonia, Monumento a Pietro Magenta (1863), arco 59.

## Galería

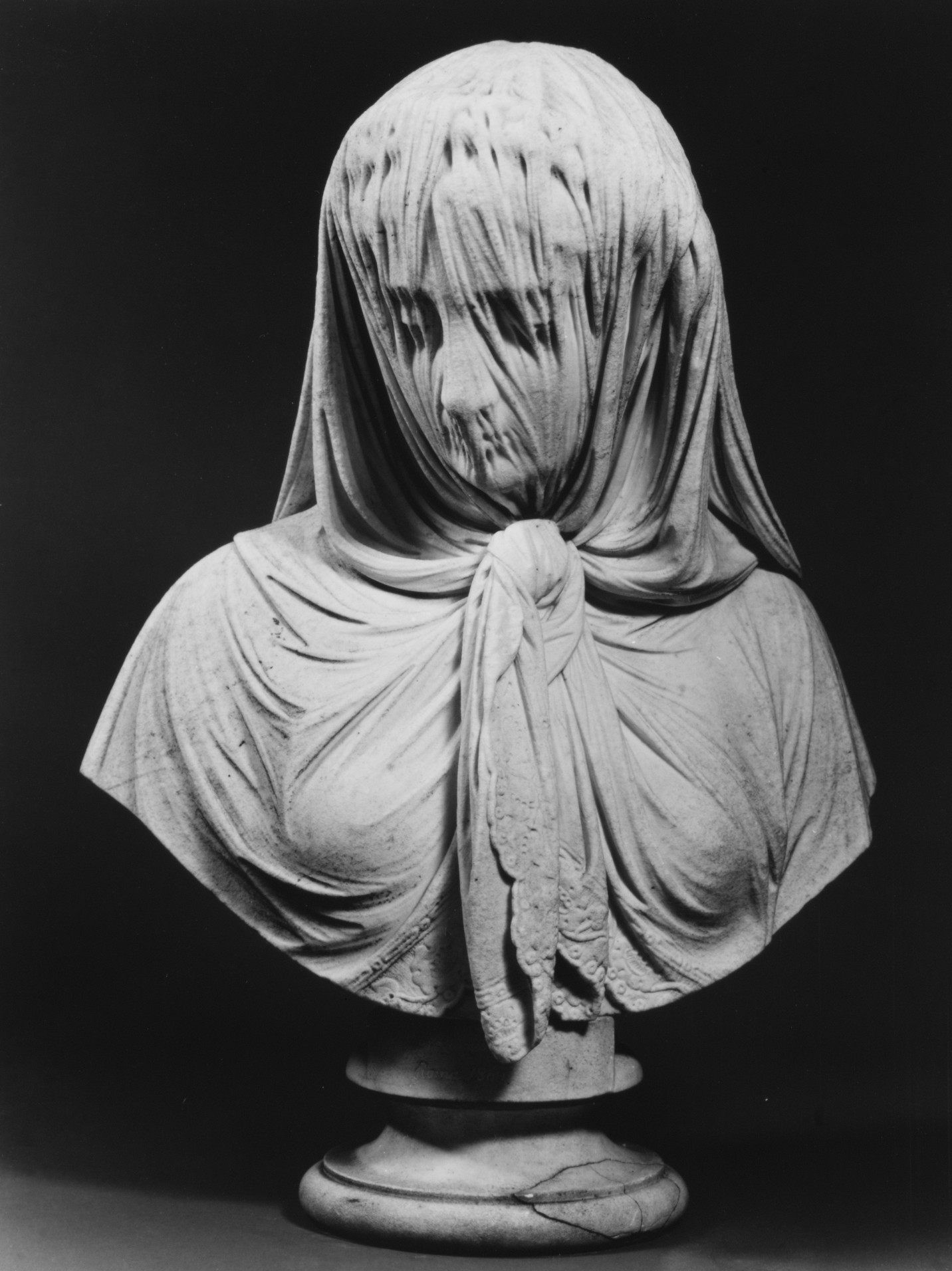
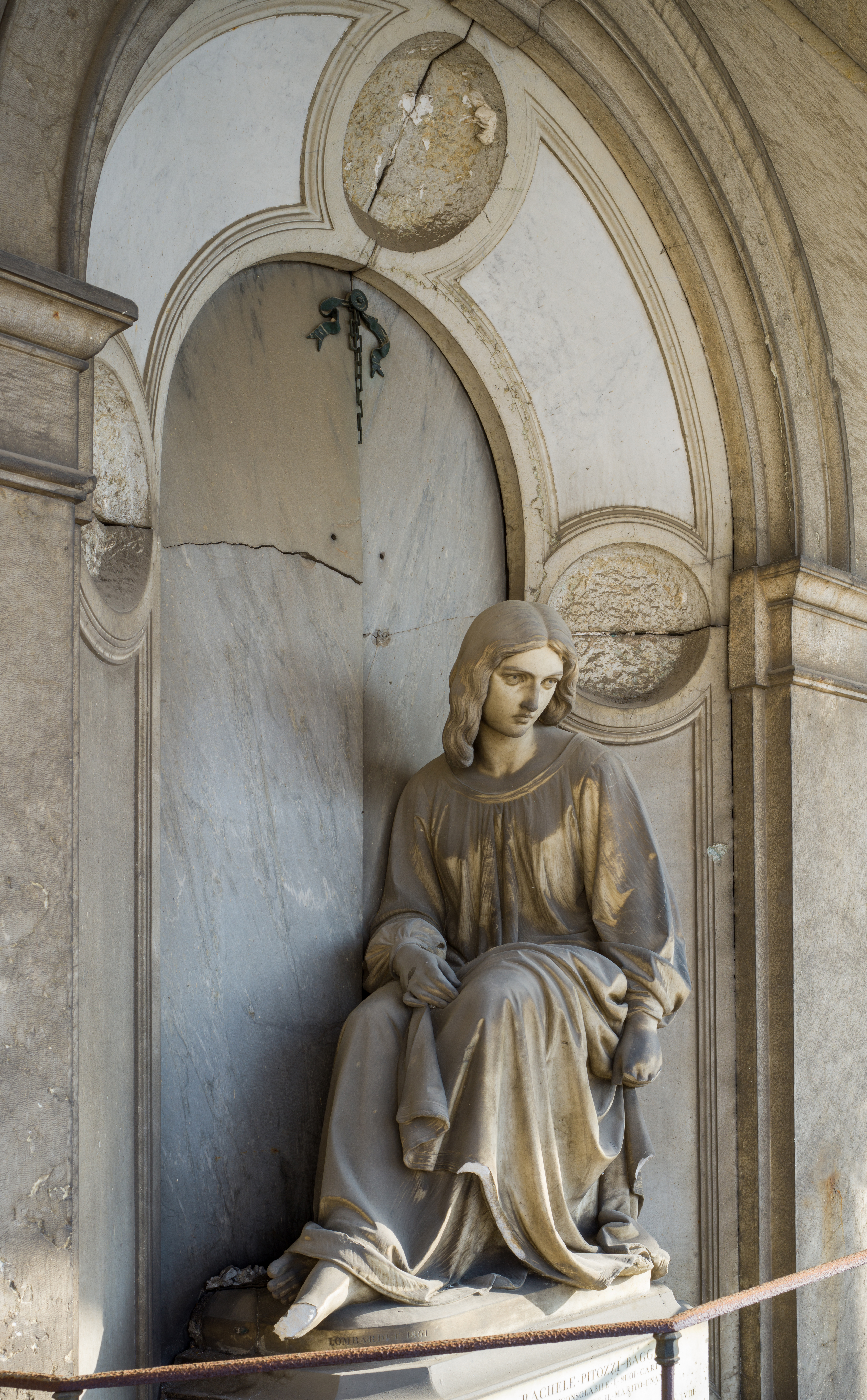
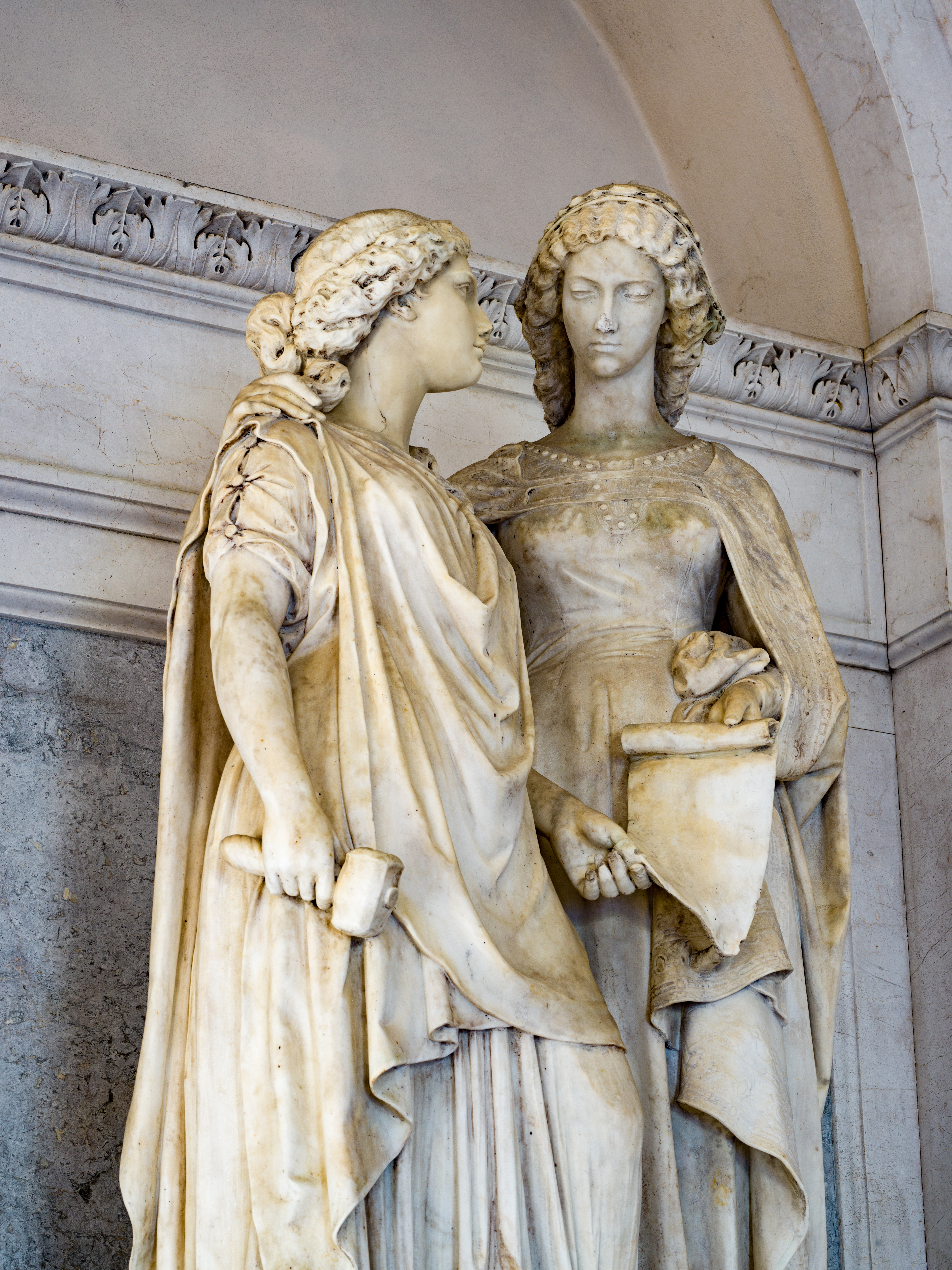
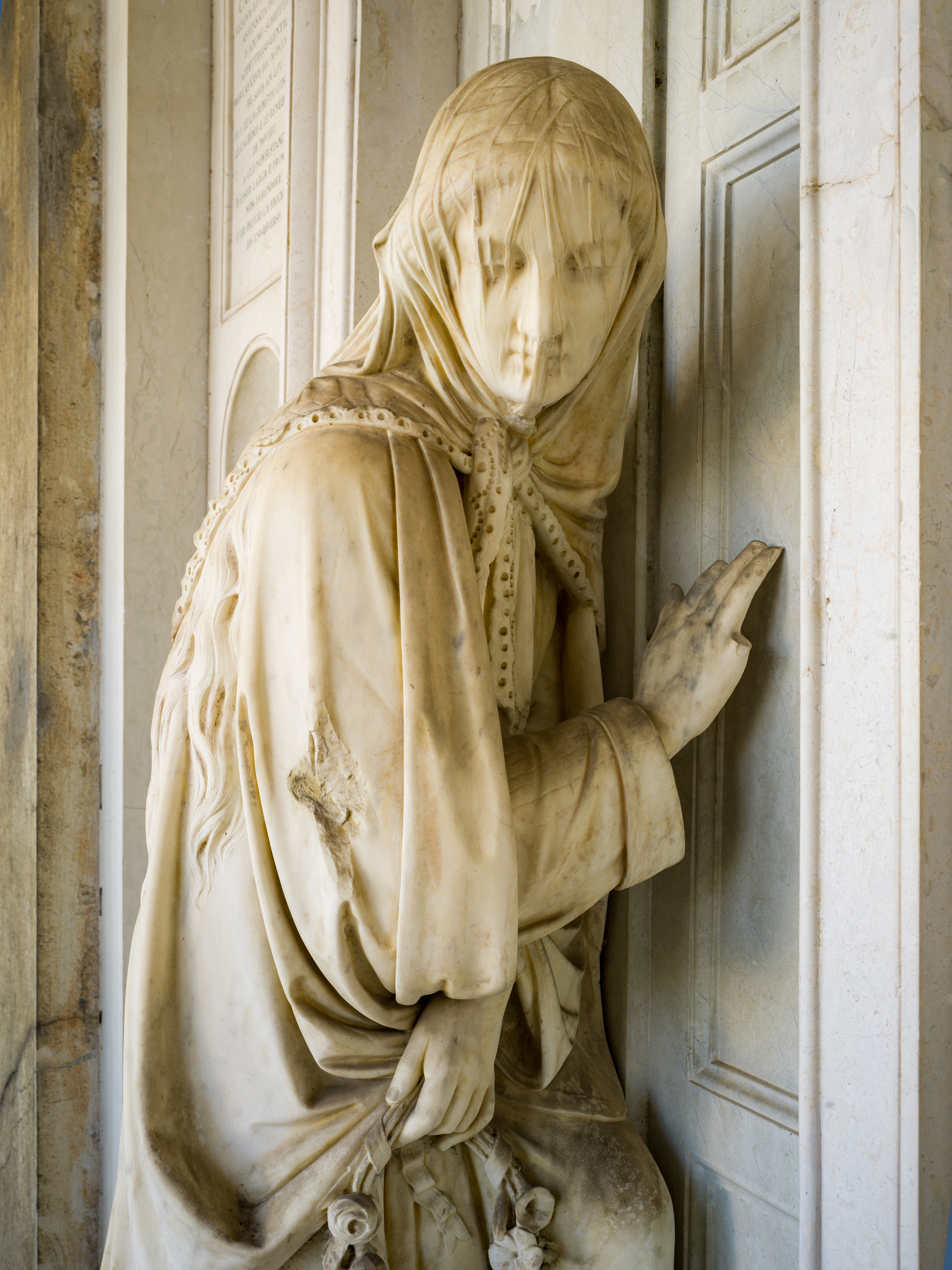
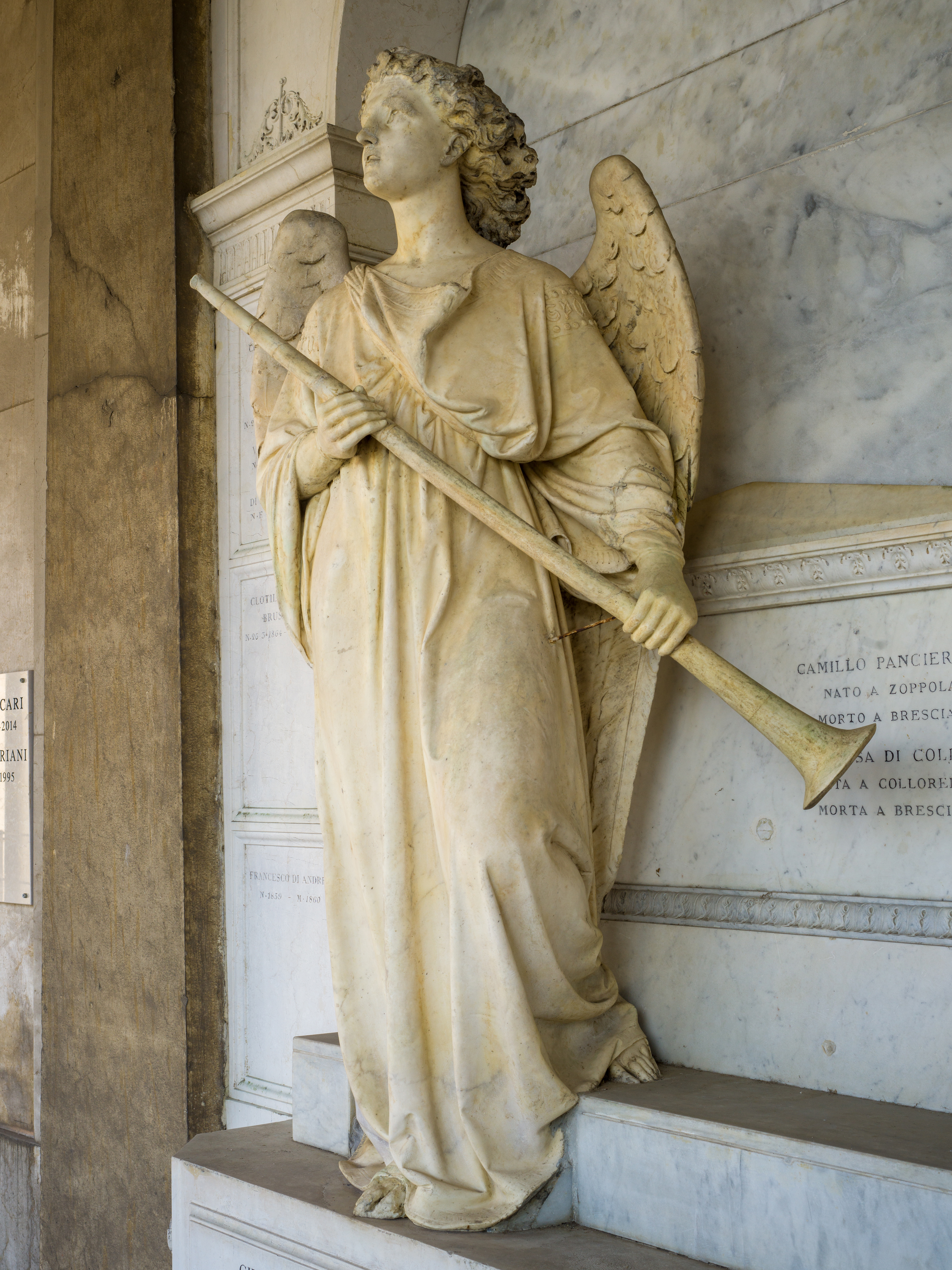